# Keruak (plaats)
Keruak is een bestuurslaag in het regentschap Oost-Lombok van de provincie West-Nusa Tenggara, Indonesië. Keruak telt 7800 inwoners (volkstelling 2010).